# Герасимов Євген Володимирович
Євген Володимирович Герасимов (нар. 25 лютого 1951, Москва, Російська РФСР, СРСР) — радянський і російський актор театру і кіно, каскадер, кінорежисер, політичний і громадський діяч; народний артист Російської Федерації (1994), лауреат премії Ленінського комсомолу (1980).
Депутат Московської міської думи (16 грудня 2001 — т. ч.). Член російської політичної партії «Єдина Росія».

## Біографія
Євген Герасимов народився 25 лютого 1951 року в Москві, в робітничій сім'ї. Батько — Володимир Герасимов (помер у 66-річному віці), фронтовик, під час німецько-радянської війни (1941—1945) пішов добровольцем на фронт, воював на 1-му Українському фронті та інших напрямках, незадовго до перемоги отримав важке поранення і втратив ногу (її ампутували у фронтових умовах без анестезії), після війни вивчився кравецькому ремеслу і працював в ательє, став одним з найкращих закрійників радянської столиці. Мати — Раїса Михайлівна, була в усьому опорою батька, виховувала дітей, вела домашнє господарство. Дід (по батьківській лінії) був репресований, загинув в таборах, бабуся (по батьківській лінії) загинула в одній з московських тюрем. Молодша сестра — Олена Володимирівна, вчителька.
У дитинстві Євген навіть не думав ставати актором, захоплювався точними науками і спортом, навчався у фізико-математичній середній школі, брав участь у шкільних олімпіадах і збирався вступати до технічного вишу.
Але, з волі випадку, у чотирнадцятилітньому віці дебютував у кіно, в епізодичній ролі Саньки Римарьова в радянському художньому фільмі «Вони не пройдуть» (1965) режисера Зігфріда Кюна (з НДР), яку отримав завдяки тому, що у дворі будинку на Плющисі його помітила асистент з кіностудії «Мосфільм» і запросила на кінопроби.
У 1966 році зіграв головну роль (Родька Муромцев) у драматичному художньому фільмі режисера Юлія Карасика «Людина, якого я люблю».
У 1968 році вступив, а в 1972 році закінчив акторський факультет Вищого театрального училища імені Б. В. Щукіна при Державному академічному театрі імені Є. Б. Вахтангова в Москві (художній керівник курсу — Анатолій Іванович Борисов).
Після закінчення ВТУ імені Б. В. Щукіна був прийнятий в трупу Московського академічного театру імені Володимира Маяковського під керівництвом Андрія Олександровича Гончарова, де прослужив вісім років.
У 1978 році Євгенія Герасимова запросили на головну роль (Іван Воронецький, секретар райкому комсомолу) в п'ятисерійний військово-драматичний телевізійний художній фільм " Час вибрав нас " (1979) режисера Михайла Пташука виробництва кіностудії «Білорусьфільм». Актор прийняв цю пропозицію, сподіваючись, що ця робота стане для нього проривом. І в цей же час йому надходить ще одна приваблива пропозиція — зіграти головну роль Володимира Шарапова в п'ятисерійному детективному телевізійному художньому фільмі «Місце зустрічі змінити не можна» (1979), який готувався знімати на " Одеській кіностудії " режисер Станіслав Говорухін за сценарієм Аркадія і Георгія Вайнерів, написаному за їхніми романом « Ера милосердя». Герасимов був одним з головних претендентів на роль Шарапова і дуже хотів зніматися в картині, але, щоб не підвести Михайла Пташука і знімальну групу, вирішив вибрати фільм, в якому вже почав зніматися, про що пізніше, звичайно ж, шкодував. У 1980 році за виконання ролі Івана Воронецького в телефільмі «Час вибрав нас» актор був удостоєний премії Ленінського комсомолу в галузі мистецтва.
У 1979—1981 роках Герасимов навчався на Вищих курсах сценаристів і режисерів (ВКСР) у Москві, в майстерні Георгія Миколайовича Данелії і Ельдара Олександровича Рязанова.
Зіграв роль Валентина Рослякова в популярних радянських детективних художніх кінострічках «Петрівка, 38» (1980) і «Огарьова, 6» (1980) режисера Бориса Григор'єва, знятих за однойменною повістю Юліана Семенова. Фільми стали лідерами радянського кінопрокату 1980 (53 мільйони глядачів) і 1981 роки (33 мільйони глядачів) відповідно, а актор здобув широку популярність.
Всесоюзну популярність Євген Герасимов здобув завдяки ролі робота Вертера в дитячому багатосерійному науково-фантастичному телевізійному художньому фільмі «Гостя з майбутнього» (1984) кінорежисера Павла Арсенова .
У 1986 році виконав головну роль, бармена в портовому ресторані Миколи Звєрєва, в детективно-пригодницькому художньому фільмі «Бармен з „Золотого якоря“» режисера Віктора Живолуба.
З 1994 року — автор і ведучий телевізійних програм «Кінескоп», «Парад зірок», «Парад фестивалів».
До 2000 року — віце-президент Гільдії акторів кіно Росії.
До початку політичної діяльності в 2001 році був артистом і кінорежисером-постановником Центральної кіностудії дитячих і юнацьких фільмів імені Максима Горького (місто Москва).
З 16 грудня 2001 року по теперішній час — депутат Московської міської думи (третього (2001—2005), четвертого (2005—2009), п'ятого (2009—2014), шостого (2014—2019) і сьомого (з 2019) скликань), голова Комітету з питань культури і масових комунікацій.
Член Президії політради Московського міського регіонального об'єднання (ММРО) Всеросійської політичної партії «Єдина Росія», заступник секретаря Політради ММРО місцевого відділення Західного адміністративного округу міста Москви.
Був директором Центрального будинку працівників мистецтв (ЦБПМ).
У 2004—2006 роках — президент міжнародного фестивалю «Євразійський телефорум» (творчий конкурс телевізійних фільмів і програм) у Москві.
З 18 жовтня 2005 року по квітень 2006 року виконував обов'язки голови Союзу кінематографістів Російської Федерації під час «творчої відпустки» Микити Михалкова. 4 березня 2015 року обраний головою Московської міської організації ТОВ «Союз кінематографістів Росії». Є дійсним членом Правління і Секретаріату Союзу кінематографістів Російської Федерації.
З 2011 року по теперішній час є президентом Московського кінофестивалю «Будемо жити».
Має розряди з різних видів спорту, володіє прийомами карате (є володарем чорного поясу 5-го дана), не раз сам виконував складні каскадерські трюки в кіно. Майстер спорту з легкої атлетики, кандидат в майстри спорту з авторалі і по кінному спорту .
22 лютого 2015 року обраний президентом регіональної громадської організації «Московська асоціація бойових мистецтв» (МАБМ) .
З 2016 року зайнятий в двох спектаклях Московського державного театру «Ленком» — в ролі льотчика в постановці «Дивний народ ці дорослі» за мотивами повісті Антуана де Сент-Екзюпері «Маленький принц» (автор інсценізації та режисер-постановник — Сергій Дьячковський, прем'єра — 2 жовтня 2016 року) і в ролі короля Людовика Великого в постановці «Сни пана де Мольєра…» за п'єсою Михайла Булгакова «Кабала святош» (постановка — Павло Сафонов, прем'єра — 13 вересня 2017 року).

### Особисте життя
- Дружина — Марія Арнольдівна Калініна[6].
  - Дочка — Ольга Євгенівна Герасимова (нар.. 1977), закінчила Інститут іноземних мов; володіє англійською, французькою та частково іспанською мовами, навчалася також у Дипломатичній академії, має досвід роботи в піарі[4][6].
  - Син — Володимир Євгенович Герасимов (нар.. 1983), закінчив МДІМВ, працює юристом-міжнародником, знає іноземні мови[4][6].

## Творчість

### Ролі в театрі

#### Московський академічний театр імені Володимира Маяковського
Євген Герасимов був прийнятий в трупу театру в 1972 році, відразу після закінчення Вищого театрального училища імені Б. В. Щукіна, і прослужив у ній вісім років, зігравши в наступних спектаклях:
- 1972—1980 — «Розгром» за однойменним романом Олександра Фадєєва (постановка — Марк Захаров) —  старий-кореєць  (введення)[22]
- 1972 —  1980 — «Медея» за однойменною трагедією Евріпіда (постановка — Микола Охлопков) —  Вісник
- 1972 —  1980 — «Аристократи» за однойменною п'єсою Миколи Погодіна (постановка — Микола Охлопков) —  Петін
- 1972 —  1980 — «Три хвилини Мартіна Гроу» за однойменною п'єсою Генріха Боровика (постановка — Андрій Гончаров та Е. І. Красницький) —  гример
- 1972 —  1980 — «Людина з Ламанчі», мюзикл Дейла Вассермана і Д. Деріона за мотивами роману «Дон Кіхот» Мігеля де Сервантеса (постановка — Андрій Гончаров) —  Крихітка
- 1972 —  1980 — «Трамвай „Бажання“» за мотивами однойменної п'єси Теннессі Вільямса (постановка — Андрій Гончаров) —  піаніст
- 1972 —  1980 — «Діти Ванюшина» за однойменною п'єсою Сергія Найдьонова (постановка — Андрій Гончаров) — Олексій
- 1972 —  1980 — «Дума про Британку» за однойменним твором Юрія Яновського (постановка — Андрій Гончаров і Б. С. Кондратьєв) —  Грицько
- 1972 —  1980 — «Людина на своєму місці» за однойменною п'єсою Валентина Черних (постановка — Оскар Ремез) —  Віктор Сомов
- 1974 —  1980 — «Неопублікована репортаж» за однойменною п'єсою Рустама Ібрагімбекова (постановка — Андрій Гончаров і Юхим Табачников) —  Саша
- 1975 —  1980 — «Проводи» за однойменною п'єсою Ігнатія Дворецького (постановка — Андрій Гончаров) —  вантажник
- 1976 —  1980 — «Венсеремос!» за п'єсою «Інтерв'ю в Буенос-Айресі» Генріха Боровика (постановка — Андрій Гончаров і Анатолій Ромашин) — Педро

#### Московський державний театр «Ленком Марка Захарова»
- 2016 (по т. ч.) — «Дивний народ ці дорослі», сценічна фантазія за мотивами повісті Антуана де Сент-Екзюпері «Маленький принц» (автор інсценізації та режисер-постановник — Сергій Дьячковський, прем'єра — 2 жовтня 2016 року) —  льотчик[21]
- 2017 (по т. ч.) — «Сни пана де Мольєра…» за п'єсою Михайла Булгакова «Кабала святош» (постановка — Павло Сафонов, прем'єра — 13 вересня 2017 року) — Людовик Великий[21]

### Фільмографія

#### Актор
1. 1965 — Вони не пройдуть — Санька Римарьов
2. 1966 — Людина, яку я кохаю — Родька Муромцев
3. 1970 — Звинувачуються в убивстві — Олександр Щетинін
4. 1970 — У лазуровому степу — Яків
5. 1972 — Крапка, крапка, кома… — Саша, піонервожатий
6. 1972 — Літні сни — Андрій Пчолка
7. 1973 — Хмари — Коля
8. 1974 — Ще не вечір — Альоша Ковальов, син
9. 1975 — Моя доля — Михайло Єрмаков (в юності)
10. 1975 — Незнайомий спадкоємець — Сергій Скворцов
11. 1976 — Гранітні острови — замполіт
12. 1976 — Не вір крику нічного птаха —
13. 1977 — Остання двійка — Микола
14. 1977 — Слідство ведуть ЗнаТоКі. Справа № 11. «Любою ціною» — Вадим Холін, студент, підслідний
15. 1978 — Зникнення — Максим Шабанов
16. 1978 — За все у відповіді — Олег Волошин
17. 1978 — Фортеця — Філіппов, лейтенант
18. 1978 — Бунтівна барикада — Клюєв
19. 1978 — Територія — Георгій Апрятін, інженер-геолог
20. 1979 — Час вибрав нас — Іван Воронецький, секретар райкому комсомолу
21. 1979 — Оглядини —  Павло
22. 1980 — Петровка, 38 —  Валентин Росляков, старший лейтенант карного розшуку
23. 1980 — Огарьова, 6 —  Валентин Росляков, капітан ОБХСС
24. 1980 — Вам і не снилося… —  дядько Володя, вітчим Каті Шевченко
25. 1981 — Народжені бурею —  Раймонд Раєвський
26. 1981 — Наказ: вогонь не відкривати —  Соловей, сержант
27. 1982 — Срібне ревю —  Самохвалов
28. 1982 — Повернення резидента —  Андрій Михайлович Кузнєцов, співробітник КДБ
29. 1982 — Державний кордон. Східний кордон —  Жора Скворцов, шанувальник співачки Ольги Анісімової
30. 1983 — Така жорстка гра — хокей —  Полуєктов
31. 1983 — Підліток —  Сергій, князь
32. 1983 — День народження —  Максим
33. 1983 — Ранок без оцінок —  батько Гліба
34. 1984 — Дуже важлива персона —  художник
35. 1984 — Гостя з майбутнього —  Вертер, біоробот, прибиральник в Інституті часу / голос козла Наполеона (в епізоді, коли козел Наполеон повідомляє Алісі адресу Колі)
36. 1985 — П'ять хвилин страху —  Семен Іванович Бугайов, майор міліції, уведений до банди
37. 1985 — Шкідлива неділя —  Євген Володимирович, голова журі кінофестивалю
38. 1986 — Бармен із «Золотого якоря» —  Микола Звєрєв, бармен у портовому ресторані «Золотий якір»
39. 1986 — Кінець операції «Резидент» —  Андрій Михайлович Кузнєцов, співробітник КДБ
40. 1986 — Стороннім вхід дозволений —  Юрій Корольов, батько Діми
41. 1987 — Забави молодих —  лікар служби швидкої медичної допомоги
42. 1989 — Поїздка у Вісбаден —  Донгоф
43. 1990 — Ніч довгих ножів —  Ігор
44. 1991 — Вищий клас —  Олег Румянцев
45. 1992 — Річард Левине серце —  Конрад, маркіз Монферратський
46. 1993 — Лицар Кеннет —  Конрад, маркіз Монферратский
47. 1994 — Чарівник Смарагдового міста —  Залізний Дроворуб
48. 1997 — Ніч жовтого бика — #  2000 — Романові. вінценосна сім'я —  Філіп Ісайович Голощокін, комісар
49. 2000 — Смерть Таїрова —  новий актор / Панталоне
50. 2001 — Династія полковника «N» —  син
51. 2008 — Туман розсіюється —  Хромов, генерал, начальник управління «С» 1 -го управління КДБ СРСР
52. 2008 — Сава —  Сава Іванович Мамонтов, російський підприємець і меценат[23]
53. 2009 — Москва.ру — Юсуп
54. 2010 — Одного разу в Бабен-Бабене — Алов, працівник видавництва
55. 2012 — Потрійна життя — Кирило Юрійович Брусін, медіамагнат
56. 2019 — Москва закохана

#### Режисер
1. 1983 — Візит (короткометражний фільм у кіноальманаху «Смуга везіння»)
2. 1984 — Дуже важлива персона
3. 1985 — Не ходіть, дівчата, заміж
4. 1987 — Забави молодих
5. 1989 — Поїздка у Вісбаден
6. 1992 — Річард Левине Серце
7. 1993 — Лицар Кеннет
8. 2008 — Сава[23]
9. 2008 — Туман розсіюється
10. 2012 — Та, яку не чекають (фільм-вистава)

#### Озвучування

##### Художні фільми
1. 1968 — Ромео і Джульєтта — Ромео Монтеккі (роль Леонарда Вайтінга)
2. 1970 — Перстень княгині Анни — # 1972 — Решма і Шера — # 1972 — Коли зацвів мигдаль — Лексо (роль Георгія Піпія)
3. 1973 — Вбивство Маттеоті — П'єро Гобетті (роль Стефано Оппедізано)
4. 1974 — Повітряний міст — Ніко (роль Дато Жгенті)
5. 1977 — Вічна казка любові — Вир Сингх (роль Джітендри)
6. 1977 — Сіль і хліб — джигит (роль Джанаса Іскакова)
7. 1988 — Прилив — Мік (роль Коліна Фрілза)

##### Мультиплікаційні фільми
1. 1973 — Персей — Персей
2. 1974 — Прометей — юнак
3. 1974 — Сміливець-молодець — Сміливець-молодець
4. 1981 — Космічні прибульці. фільм 2

## Визнання заслуг

### Державні нагороди
- 1980 — лауреат премії Ленінського комсомолу в галузі мистецтва — за виконання ролі Івана Воронецького в багатосерійному телевізійному художньому фільмі « Час вибрав нас» (1976, 1978) режисера Михайла Пташука виробництва кіностудії " Білорусьфільм ".
- 1985 — почесне звання " Заслужений артист РРФСР ".
- 1994 — почесне звання " Народний артист Російської Федерації " (11 квітня 1994) — за великі заслуги в галузі кіномистецтва[1].
- 2001 — орден Пошани (6 вересня 2001) — за багаторічну плідну діяльність у галузі культури і мистецтва, великий внесок у зміцнення дружби і співпраці між народами[24] .
- 2006 — орден «За заслуги перед Вітчизною» IV ступеня (2 серпня 2006 року) — за активну участь у законотворчій діяльності та багаторічну сумлінну працю[25] .
- 2011 — орден Дружби (10 травня 2011 року) — за активну участь у законотворчій діяльності та багаторічну сумлінну працю[26] .
- 2018 — орден «За заслуги перед Вітчизною» III ступеня (30 травня 2018) — за активну законотворчу діяльність та багаторічну сумлінну працю[27] .

### Громадські нагороди і звання
- 1989 — золотий знак «За внесок в світову культуру» від Папи Римського Іоанна Павла II — за акторську і режисерську роботу над драматичним художнім фільмом « Поїздка в Вісбаден» (1989) за повістю Івана Тургенєва " Весняні води "[7] .
- 2008 — гран-прі міжнародного фестивалю «Євразійський телефорум» в Москві (9 листопада 2008 року) — за акторську і режисерську роботу над чотирисерійний телевізійним художнім фільмом « Сава», що розповідає про непросту долю відомого російського мецената і промисловця Сави Мамонтова[23] .
- 2009 — приз Гільдії кінорежисерів Росії «За внесок в кіномистецтво» на II Всеросійському кінофестивалі акторів-режисерів «Золотий Фенікс» у Смоленську (19 вересня 2009 року)[28] .
- 2019 — спеціальний приз Вищої школи кіно і телебачення «Останкіно» в Москві (31 серпня 2019 року)[29] .
- звання «Почесний кінематографіст Росії»[2] .
- звання "Почесний член Російської академії мистецтв "[30] .